# Copa Cable Onda Satelital 2016-2017
La Copa Panamá 2016-17 (también conocida como Copa Cable Onda Satelital, por razones de patrocinio) fue la 2da. edición de la Copa Panamá. Se inició el 20 de septiembre de 2016 y finalizó el 5 de abril de 2017. El Santa Gema FC se coronó como campeón de este torneo venciendo 2-1 al CD Centenario de Coclé.

## Equipos participantes
Participarán en la Copa Cable Onda Satelital 2016-17 un total de 48 clubes: 10 clubes de la Liga Panameña de Fútbol, 14 clubes de Liga Nacional de Ascenso y 24 clubes de la Copa Rommel Fernández.

### Primera división
| Nombre                 | Ciudad               | Fundación                | Estadio                         | Capacidad |
| ---------------------- | -------------------- | ------------------------ | ------------------------------- | --------- |
| CD Plaza Amador        | Ciudad de Panamá     | 19 de abril de 1955      | Estadio Maracaná de Panamá      | 5 500     |
| Alianza FC             | Ciudad de Panamá     | 2 de marzo de 1963       | Luis Ernesto Tapia              | 900       |
| San Francisco FC       | La Chorrera          | 29 de septiembre de 1971 | Estadio Agustín Muquita Sánchez | 3 000     |
| Chorrillo FC           | Ciudad de Panamá     | 1974                     | Estadio Maracaná de Panamá      | 5 500     |
| SD Atlético Nacional   | Ciudad de Panamá     | 1995                     | Estadio Maracaná de Panamá      | 5 500     |
| Tauro FC               | Ciudad de Panamá     | 25 de septiembre de 1984 | Estadio Rommel Fernández        | 32 000    |
| Sporting San Miguelito | San Miguelito        | 1989                     | Luis Ernesto Tapia              | 900       |
| Deportivo Árabe Unido  | Ciudad de Colón      | 28 de abril de 1994      | Estadio Armando Dely Valdés     | 1 221     |
| SD Atlético Veragüense | Santiago de Veraguas | 1996                     | Estadio Aristocles Castillo     | 1 000     |
| Santa Gema FC          | Arraiján             | 1986                     | Estadio Agustín Muquita Sánchez | 3 000     |

### Segunda división
| Nombre                            | Ciudad              | Fundación          | Estadio                         | Capacidad |
| --------------------------------- | ------------------- | ------------------ | ------------------------------- | --------- |
| Leones de América FC              | San Miguelito       | 2005               | Estadio Maracaná de Panamá      | 5 500     |
| Colón C-3                         | Colón               | 9 de marzo de 2010 | Estadio Armando Dely Valdés     | 1 221     |
| NY FC                             | Colón               | 2010               | Estadio Armando Dely Valdés     | 1 221     |
| Atlético Chiriqui                 | David               | 2002               | Estadio San Cristóbal           | 2 500     |
| Río Abajo FC                      | Panamá              | 1987               | Luis Ernesto Tapia              | 1 000     |
| Panamá Viejo FC                   | Panamá              | 1986               | Estadio Maracaná de Panamá      | 5 500     |
| Azuero FC                         | Península de Azuero | 2016               | Estadio Los Milagros de Chitré  | 1 000     |
| SD Panamá Oeste                   | Arraiján            | 2011               | Estadio Agustín Muquita Sánchez | 3 500     |
| CD Centenario                     | Penonomé            | 2011               | Estadio Miraflores              | ?         |
| CD Sport West FC                  | La Chorrera         | 2016               | Estadio Agustín Muquita Sánchez | 3 500     |
| Costa del Este FC                 | Panamá              | 2008               | Luis Ernesto Tapia              | 1 000     |
| CA Independiente                  | La Chorrera         | 1982               | Estadio Agustín Muquita Sánchez | 3 500     |
| Tierra Firme Fútbol Club          | Ciudad de Panamá    | ?                  | Estadio Óscar Suman Carrillo    | ?         |
| Deportivo Municipal San Miguelito | San Miguelito       | ? de ?             | Estadio Óscar Suman Carrillo    | ?         |

### Tercera División
| Nombre                         | Ciudad             | Fundación | Estadio                              | Capacidad |
| ------------------------------ | ------------------ | --------- | ------------------------------------ | --------- |
| Halcones FC                    | Bocas del Toro     | ?         | Estadio Calvin Byron                 | ?         |
| Deportivo CANDIASA             | Bocas del Toro     | ?         | Estadio Calvin Byron                 | ?         |
| La Barriada                    | Coclé              | ? de ?    | Estadio Miraflores                   | ?         |
| Chigoré FC                     | Coclé              | ? de ?    | Estadio Miraflores                   | ?         |
| Bambú                          | Ciudad de Colón    | ? de ?    | Estadio Armando Dely Valdés          | 1 221     |
| Deportivo Palmas Bellas        | Ciudad de Colón    | ? de ?    | Estadio Armando Dely Valdés          | 1 221     |
| Atlético Junior                | Chiriquí           | ? de ?    | Estadio de Bugaba                    | ?         |
| Club River Plate               | Chiriquí           | ? de ?    | Estadio de Bugaba                    | ?         |
| Bugabita FC                    | Chiriquí           | ? de ?    | Estadio de Bugaba                    | ?         |
| Deportivo Junior               | Chiriquí Occidente | ? de ?    | Estadio Glorias Deportivas Baruenses | ?         |
| Galaxy FC                      | Chiriquí Occidente | ? de ?    | Estadio Glorias Deportivas Baruenses | ?         |
| Deportivo Independiente Darién | Darién             | ? de ?    | Estadio Garachine                    | ?         |
| Garachiné FCDarién             | Darién             | ? de ?    | Estadio Garachine                    | ?         |
| San Antonio FC                 | Herrera            | ? de ?    | Estadio Los Milagros                 | 1,000     |
| Sporting París                 | Herrera            | ? de ?    | Estadio Los Milagros                 | 1,000     |
| Santo Domingo FC               | Los Santos         | ?         | Estadio Olmedo Solé                  | ?         |
| Atlético Millonario            | Los Santos         | ?         | Estadio Olmedo Solé                  | ?         |
| San Martín FC                  | Panamá             | 1987      | Luis Ernesto Tapia                   | 1 000     |
| Millenium Juan Díaz            | Panamá             | 1987      | Luis Ernesto Tapia                   | 1 000     |
| Promesas de Dios               | Panamá Oeste       | 1987      | Estadio Agustín Muquita Sánchez      | 3, 000    |
| Real Chorrillito               | Panamá Oeste       | 1987      | Estadio Agustín Muquita Sánchez      | 3, 000    |
| San Antonio FC                 | Ciudad de Santiago | 2013      | Estadio Aristocles Castillo          | ?         |
| Virgen del Carmen              | Ciudad de Santiago | 2013      | Estadio Aristocles Castillo          | ?         |
| Arsenal FC                     | San Miguelito      | 2005      | Estadio Maracaná de Panamá           | 5 500     |

## Rumbo a la Final
Para determinar el formato de eliminación directa, los partidos en las instancias de fase regular, dieciseisavos de final y octavos de final se jugarán a un solo partido. La localía la ejercerán los clubes de la LNA y los equipos de la Tercera División que hayan calificado.

### Fase Regular
Martes 20 de septiembre de 2016
| Equipo local                   | Resultado | Equipo visitante     |
| ------------------------------ | --------- | -------------------- |
| Deportivo Independiente Darién | 1:3       | Colón C-3            |
| Atlético Junior                | 1:3       | Sporting SM          |
| Palmas Bellas                  | 3:0*      | SD Atlético Nacional |
| Millenium Juan Díaz            | 0:4       | Azuero FC            |

Nota:(*) La SD Atlético Nacional fue eliminada del torneo y decretado el marcador final 3:0 por alineación indebida.
Miércoles 21 de septiembre 2016
| Equipo local               | Resultado | Equipo visitante |
| -------------------------- | --------- | ---------------- |
| Real Chorrillito           | 0:3       | Panamá Viejo FC  |
| Atlético Virgen del Carmen | 1:0       | Alianza FC       |
| Atlético Millonario        | 0:3       | Tierra Firme FC  |
| Galaxy FC                  | 1:7       | Árabe Unido      |

Martes 27 de septiembre de 2016
| Equipo local        | Resultado | Equipo visitante |
| ------------------- | --------- | ---------------- |
| Bugabita FC         | 1:1 (3:5) | CD Sport West FC |
| Millenium Juan Díaz | 3:0       | Azuero FC        |
| Darién FC           | 0:8       | Santa Gema FC    |
| Promesas de Dios    | 1:1 (3:1) | CAI La Chorrera  |

Miércoles 28 de septiembre de 2016
| Equipo local         | Resultado | Equipo visitante  |
| -------------------- | --------- | ----------------- |
| Chigore FC           | 1:3       | CD Centenario     |
| Alianza 51           | 0:5       | Leones de América |
| Atlético San Antonio | 0:2       | Costa del Este FC |
| San Martín FC        | 5:0       | Atlético Chiriqui |

### Diesiceisavos de Final
Martes 18 de octubre de 2016
| Equipo local               | Resultado | Equipo visitante |
| -------------------------- | --------- | ---------------- |
| Atlético Virgen del Carmen | 1:0       | Bambú FC         |
| CD Sport West FC           | 1:1 (2:3) | Río Abajo FC     |
| Colón C-3                  | 0:2       | San Francisco FC |

Miércoles 19 de octubre de 2016
| Equipo local                   | Resultado | Equipo visitante |
| ------------------------------ | --------- | ---------------- |
| CD Centenario                  | 0:0 (3:0) | Chorrillo FC     |
| Club River Plate San Cristóbal | 2:2 (5:3) | New York FC      |
| Promesas de Dios FC            | 2:3       | SD Panamá Oeste  |
| Costa del Este FC              | 1:0       | CD Plaza Amador  |

Martes 25 de octubre de 2016
| Equipo local             | Resultado | Equipo visitante       |
| ------------------------ | --------- | ---------------------- |
| Deportivo Palmas Bellas  | 0:4       | Deportivo Municipal SM |
| Atlético San Antonio (V) | 1:2       | San Martín FC          |
| Santa Gema FC            | 5:0       | SD Atlético Veraguense |
| Panamá Viejo FC          | 0:0 (4:3) | Tauro FC               |

Miércoles 26 de octubre de 2016
| Equipo local     | Resultado | Equipo visitante      |
| ---------------- | --------- | --------------------- |
| Sporting París   | 0:4       | Azuero FC             |
| La Barrida FC    | 0:4       | Deportivo Árabe Unido |
| Halcones FC      | 1:3       | Sporting SM           |
| Santo Domingo FC | 0:0 (3:5) | Leones de América     |
| Deportivo Junior | 0:1       | Tierra Firme FC       |

## Fase final
|  | Octavos de final           | Octavos de final           |                        |       | Cuartos de final | Cuartos de final |  |  | Semifinales | Semifinales |  |  | Final      | Final      |
|  | 31 de enero y 1 de febrero | 31 de enero y 1 de febrero |                        |       | 7 y 8 de marzo   | 7 y 8 de marzo   |  |  | 22 de marzo | 22 de marzo |  |  | 5 de abril | 5 de abril |
|  |                            |                            |                        |       |                  |                  |  |  |             |             |  |  |            |            |
|  |                            |                            |                        |       |                  |                  |  |  |             |             |  |  |            |            |
|  |                            |                            |                        |       |                  |                  |  |  |             |             |  |  |            |            |
|  | Rio Abajo FC               | 2                          |                        |       |                  |                  |  |  |             |             |  |  |            |            |
|  | Rio Abajo FC               | 2                          |                        |       |                  |                  |  |  |             |             |  |  |            |            |
|  | San Francisco FC           | 0                          |                        |       |                  |                  |  |  |             |             |  |  |            |            |
|  | San Francisco FC           | 0                          | Rio Abajo FC           | 0     |                  |                  |  |  |             |             |  |  |            |            |
|  |                            |                            |                        | 0     |                  |                  |  |  |             |             |  |  |            |            |
|  |                            | Panamá Viejo FC            | 1                      |       |                  |                  |  |  |             |             |  |  |            |            |
|  | Panamá Viejo FC            | Panamá Viejo FC            | 1                      | 4     |                  |                  |  |  |             |             |  |  |            |            |
|  | Panamá Viejo FC            |                            |                        | 4     |                  |                  |  |  |             |             |  |  |            |            |
|  | Tierra Firme FC            | 0                          |                        |       |                  |                  |  |  |             |             |  |  |            |            |
|  | Tierra Firme FC            | 0                          | Panamá Viejo FC        | 0 (2) |                  |                  |  |  |             |             |  |  |            |            |
|  |                            |                            |                        | 0 (2) |                  |                  |  |  |             |             |  |  |            |            |
|  |                            | Santa Gema FC              | 0 (4)                  |       |                  |                  |  |  |             |             |  |  |            |            |
|  | Costa del Este FC          | Santa Gema FC              | 0 (4)                  | 2     |                  |                  |  |  |             |             |  |  |            |            |
|  | Costa del Este FC          |                            |                        | 2     |                  |                  |  |  |             |             |  |  |            |            |
|  | San Martín FC              | 0                          |                        |       |                  |                  |  |  |             |             |  |  |            |            |
|  | San Martín FC              | 0                          | Costa del Este FC      | 1     |                  |                  |  |  |             |             |  |  |            |            |
|  |                            |                            |                        | 1     |                  |                  |  |  |             |             |  |  |            |            |
|  |                            | Santa Gema FC              | 2                      |       |                  |                  |  |  |             |             |  |  |            |            |
|  | Leones de América FC       | Santa Gema FC              | 2                      | 1     |                  |                  |  |  |             |             |  |  |            |            |
|  | Leones de América FC       |                            |                        | 1     |                  |                  |  |  |             |             |  |  |            |            |
|  | Santa Gema FC              | 4                          |                        |       |                  |                  |  |  |             |             |  |  |            |            |
|  | Santa Gema FC              | 4                          | Santa Gema FC          | 2     |                  |                  |  |  |             |             |  |  |            |            |
|  |                            |                            |                        | 2     |                  |                  |  |  |             |             |  |  |            |            |
|  |                            | CD Centenario              | 1                      |       |                  |                  |  |  |             |             |  |  |            |            |
|  | CD Centenario              | CD Centenario              | 1                      | 1 (3) |                  |                  |  |  |             |             |  |  |            |            |
|  | CD Centenario              |                            |                        | 1 (3) |                  |                  |  |  |             |             |  |  |            |            |
|  | SD Panamá Oeste            | 1 (1)                      |                        |       |                  |                  |  |  |             |             |  |  |            |            |
|  | SD Panamá Oeste            | 1 (1)                      | CD Centenario          | 1 (5) |                  |                  |  |  |             |             |  |  |            |            |
|  |                            |                            |                        | 1 (5) |                  |                  |  |  |             |             |  |  |            |            |
|  |                            | CD Árabe Unido             | 1 (4)                  |       |                  |                  |  |  |             |             |  |  |            |            |
|  | Atl. Virgen del Carmen     | CD Árabe Unido             | 1 (4)                  | 0     |                  |                  |  |  |             |             |  |  |            |            |
|  | Atl. Virgen del Carmen     |                            |                        | 0     |                  |                  |  |  |             |             |  |  |            |            |
|  | CD Árabe Unido             | 5                          |                        |       |                  |                  |  |  |             |             |  |  |            |            |
|  | CD Árabe Unido             | 5                          | CD Centenario          | 1     |                  |                  |  |  |             |             |  |  |            |            |
|  |                            |                            |                        | 1     |                  |                  |  |  |             |             |  |  |            |            |
|  |                            | Sporting San Miguelito     | 0                      |       |                  |                  |  |  |             |             |  |  |            |            |
|  | AD Municipal SM            | Sporting San Miguelito     | 0                      | 0     |                  |                  |  |  |             |             |  |  |            |            |
|  | AD Municipal SM            |                            |                        | 0     |                  |                  |  |  |             |             |  |  |            |            |
|  | Sporting San Miguelito     | 1                          |                        |       |                  |                  |  |  |             |             |  |  |            |            |
|  | Sporting San Miguelito     | 1                          | Sporting San Miguelito | 2     |                  |                  |  |  |             |             |  |  |            |            |
|  |                            |                            |                        | 2     |                  |                  |  |  |             |             |  |  |            |            |
|  |                            | Azuero FC                  | 0                      |       |                  |                  |  |  |             |             |  |  |            |            |
|  | Club River Plate           | Azuero FC                  | 0                      | 0 (4) |                  |                  |  |  |             |             |  |  |            |            |
|  | Club River Plate           |                            |                        | 0 (4) |                  |                  |  |  |             |             |  |  |            |            |
|  | Azuero FC                  | 0 (5)                      |                        |       |                  |                  |  |  |             |             |  |  |            |            |
|  | Azuero FC                  | 0 (5)                      |                        |       |                  |                  |  |  |             |             |  |  |            |            |

### Octavos de final
Los Partidos de octavos de final se jugarán a un único partido en las fechas 31 de enero y 1 de febrero de 2017.
Martes 31 de enero de 2017
| Equipo local               | Resultado | Equipo visitante | Estadio                                           |
| -------------------------- | --------- | ---------------- | ------------------------------------------------- |
| Río Abajo FC               | 2 : 0     | San Francisco FC | Estadio Luis Ernesto Cascarita Tapia, Panamá      |
| Atlético Virgen del Carmen | 0 : 5     | Árabe Unido      | Estadio Aristocles Castillo, Santiago de Veraguas |
| Deportivo Municipal SM     | 0 : 1     | Sporting SM      | Estadio Maracaná (Panamá)                         |
| Panamá Viejo FC            | 4 : 0     | Tierra Firme FC  | Estadio Luis Ernesto Cascarita Tapia, Panamá      |

Miércoles 1 de febrero de 2017
| Equipo local                   | Resultado   | Equipo visitante     | Estadio                              |
| ------------------------------ | ----------- | -------------------- | ------------------------------------ |
| CD Centenario                  | 1 : 1 (3:1) | SD Panamá Oeste      | Virgilio Tejeira Andrión, Penonomé   |
| San Martín FC                  | 0 : 2       | Costa del Este FC    | Estadio Maracaná (Panamá)            |
| Santa Gema FC                  | 4 : 1       | Leones de América FC | Estadio Luis Ernesto Cascarita Tapia |
| Club River Plate San Cristóbal | 0 : 0 (4:5) | Azuero FC            | Bugaba (distrito de Chiriquí)        |

### Cuartos de final
Los cuartos de final se llevarán a cabo el 7 y 8 de marzo del 2017.
Martes 7 de marzo de 2017
| Equipo local  | Resultado | Equipo visitante      |
| ------------- | --------- | --------------------- |
| Rio Abajo FC  | 0:1       | Panama Viejo FC       |
| CD Centenario | (5)1:1(4) | Deportivo Árabe Unido |

Miércoles 8 de marzo de 2017
| Equipo local      | Resultado | Equipo visitante       |
| ----------------- | --------- | ---------------------- |
| Costa del Este FC | 1:2       | Santa Gema FC          |
| Azuero FC         | 0:2       | Sporting San Miguelito |

### Semifinales
Miércoles 22 de marzo de 2017
| Equipo local    | Resultado   | Equipo visitante       |
| --------------- | ----------- | ---------------------- |
| Panamá Viejo FC | (2) 0:0 (4) | Santa Gema FC          |
| CD Centenario   | 1:0         | Sporting San Miguelito |

### Final
Miércoles 5 de abril
| Equipo local  | Resultado | Equipo visitante |
| ------------- | --------- | ---------------- |
| CD Centenario | 1:2       | Santa Gema FC    |

|                         |
| Panamá                  |
| Santa Gema FC 1º título |